# Maciej Dąbrowski
Maciej Kevin Dąbrowski (* 9. Juni 1998 in Posen) ist ein polnischer Fußballtorhüter, der bei den Raith Rovers in der Scottish Championship unter Vertrag steht.

## Karriere

### Verein
Maciej Dąbrowski begann seine Karriere als Jugendspieler bei Ostrovia 1909 Ostrów Wielkopolski, bevor er im Jahr 2013 zu Lech Posen kam. 2016 wurde er kurzzeitig an Warta Międzychód verliehen. Im Sommer 2017 wechselte er nach Schottland zu Hibernian Edinburgh. Er wurde im September 2018 an die Berwick Rangers ausgeliehen und kehrte bereits im Oktober 2018 zu den „Hibs“ zurück ohne ein Spiel für den Viertligisten absolviert zu haben. Im November 2018 wurde Dąbrowski für kurze Zeit an Civil Service Strollers in die Lowland Football League verliehen. Ab Juli 2019 folgte eine Leihe zum Viertligisten FC Cowdenbeath, für den er zwölfmal in der Liga im Tor stand. Am 8. September 2020 wechselte er auf Leihbasis zum Drittligisten FC Dumbarton und wurde im Januar 2021 von den „Hibs“ zurückgerufen. Am 27. April 2021 unterschrieb Dabrowski eine zweijährige Vertragsverlängerung bei den „Hibs“. Dąbrowski gab sein Debüt in der ersten Mannschaft der „Hibs“ fünf Jahre nach seiner Verpflichtung am 1. Februar 2022 bei einem torlosen Unentschieden gegen den Derby-Rivalen Heart of Midlothian, als er Matt Macey im Tor vertrat.

### Nationalmannschaft
Maciej Dąbrowski absolvierte im Jahr 2015 ein Spiel in der Polnischen U18-Nationalmannschaft gegen Usbekistan.